# De geldwisselaar en zijn vrouw

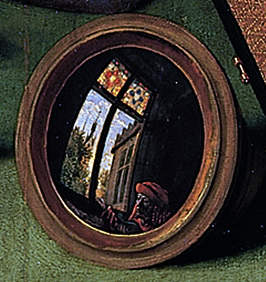
Spiegel (detail)

De geldwisselaar en zijn vrouw is een renaissanceschilderij uit 1514 van Quinten Massijs (I). Het is te zien in het Louvre in Parijs.

## Onderwerp
In een klein kabinet zit een aantrekkelijk paar in de bloei van hun leven. Op de ingebouwde rekken achter hen zien we voornamelijk zakengerelateerde objecten. Deskundig en met volle concentratie weegt de man een muntstuk af op het weegschaaltje in zijn hand, terwijl hij met de andere een gouden munt vast heeft uit de rijke berg voor hem. Veel ervan zijn identificeerbaar en komen uit diverse landen en streken. Zijn vrouw kijkt ernstig en toch wat afwezig toe. Met haar vingers beroert ze delicaat een devotieboek, dat open ligt op een miniatuur van een Madonna met Kind. Tussen hen staat een convex spiegeltje op tafel, dat een in het rood geklede man aan het raam reflecteert. Mogelijk is het een klant die geduldig leest. Zijn hand reikt naar de basis van het kruiskozijn. 
Elk detail is intrigerend en lijkt betekenisvol. Is het de kostbare rotskristallen beker met deksel (en) die de blik van de vrouw trekt? Waarover zijn de twee mannen op straat, zichtbaar door de deuropening rechts, zo geanimeerd aan het praten?
Het paneel is rechtsboven gesigneerd en gedateerd op de perkamentrol: boven een klein hamertje staat Quentin Metsys / Schilder 1514.

## Duiding
Dit schilderij is het eerste waarop geldwisselaars zijn afgebeeld, al heeft men ook gedacht aan bankiers en pandleners. De stijl is in oorsprong eyckiaans en brengt in het bijzonder de Arnolfini-bruiloft in gedachten, maar het paneel van Massijs is geen portret. Een eerste mogelijke interpretatie is dat Massijs een genrestuk heeft geschilderd, dat de vrome contemplatie van de vrouw moreel doet afsteken tegen de hebzucht van de man. De uitgedoofde kaars op de rekken, een vanitassymbool, herinnert er discreet aan dat het leven kort is. Dit klassieke schema lijkt te worden ondersteund door de verdere evolutie van het genre, dat ronduit de satirische weg opging, met karikaturale tronies. 
In 1514 is het uiterlijk van de protagonisten echter nog onberispelijk. Bovendien wendt de vrouw de blik af van haar devotieboek richting het goud. Andere kunsthistorici zien daarom eerder een boodschap over het delicate evenwicht tussen ijdelheid en voorzichtigheid, tussen profijt en gebed. Dit wordt in verband gebracht met de rijkdom van het boomende Antwerpen en met de burgermoraal die zich daar ontwikkelde. In deze richting wees ook het opschrift op het (ondertussen verdwenen) kader van het schilderij, dat Alexander van Fornenbergh in 1658 optekende. Het ging om een verwijzing naar Leviticus 19:36: Statura iusta & æqua sint pondere (Laat de weegschaal juist zijn en de gewichten gelijk). 
Een derde benadering stelt de waarneming centraal. Er ligt een nadruk op het zintuiglijke, vooral het gezichtsvermogen en de tastzin: de blikken, het lezen, het bevoelen van de bladzijden, het afwegen en reflecteren. De man wijdt zijn aandacht en expertise aan het bepalen van de werkelijke waarde van de munten. De expressie van de vrouw is niet eenduidig. Is ze verstrooid? Schiet haar een gedachte te binnen, en is die dan spiritueel of materieel? Massijs lijkt bewust een multivalente situatie te hebben gecreëerd die verschillende ervaringsdomeinen samenbrengt en confronteert. Er is een verwantschap met de denkwereld van de humanisten Desiderius Erasmus en Pieter  Gillis, die met Massijs bevriend waren. Woodall heeft zelfs gesuggereerd dat het schilderij Massijs' geschenk kan geweest zijn voor het huwelijk van Gillis met Cornelia Sandrien in 1514.

## Weerklank
De geldwisselaar en zijn vrouw kreeg zoveel navolging dat we mogen spreken van een thema. Adriaen Ysenbrandt maakte kort nadien het Portret van een man met weegschaal. Quinten Massijs zelf borduurde erop voort en ook zijn zoon Jan Massijs, maar vooral Marinus van Reymerswaele zou het thema verder opnemen en ontwikkelen. De oude woekeraar (1627) van Rembrandt toont verwantschap. Ook de Goudwegers van Salomon Koninck (1654) en Gerard Dou (1664) staan in deze traditie, net als de Vrouw met weegschaal van Johannes Vermeer (1664).
In Het leven een gebruiksaanwijzing, zijn roman uit 1978, maakt Georges Perec tien toespelingen op De geldwisselaar en zijn vrouw.

## Provenance
Door de verschillende versies is het niet eenvoudig de provenance van het werk te volgen. Het lijkt te zijn afgebeeld door Willem van Haecht als onderdeel van de kunstkamer van Cornelis van der Geest (1628). Na de verspreiding van de collectie-Van der Geest in 1638 kwam deze Geldwisselaar in het bezit van Peter Paul Rubens, in wiens nalatenschap hij in 1640 is beschreven. Naar alle waarschijnlijkheid (mee voortgaand op een afwijkende miniatuur in het open boek op het schilderij van Van Haecht) was dit niet de originele versie. Deze was in het bezit van de Antwerpse verzamelaar Pieter Stevens (in 1648 eenvoudig aangeduid als een Metsys, in 1658 gedetailleerd beschreven). Bij de dood van Stevens in 1668 werd "le très renommé Joallier" van Massijs verworven door de Antwerpse juwelier en kunsthandelaar Diego Duarte, die hem niet kon verkopen. Zijn testamentair executeur Manuel Levy Duarte uit Amsterdam nam hem in 1696 mee naar Den Haag. Toen deze stierf, werd zijn collectie in Parijs te koop gesteld door Antoine Delacoux de Marivault in januari 1806. Enkele maanden later wierp het Louvre zich op als koper.